# Zweibrücken
Zweibrücken (wym. MAF: [ˈt͡svaɪ̯ˌbʁʏkn̩], posłuchajⓘ; fr. Deux-Ponts; łac. Bipontum; palat. Zweebrigge) – miasto na prawach powiatu w zachodnich Niemczech, w kraju związkowym Nadrenia-Palatynat (niem. Rheinland-Pfalz). Siedziba gminy związkowej Zweibrücken-Land i sądu dla Nadrenii-Palatynatu (Pfälzisches Oberlandesgericht Zweibrücken).
Na terenie miasta znajduje się trzecie co do wielkości, w Niemczech, Europie i na świecie rozarium, krajowa stadnina ogierów, a także, już dziś z powierzchnią handlową 21 000 m² (docelowo 38 000 m²), największy w Niemczech Factory-Outlet-Center zbudowany po opuszczeniu lotniska przez armię amerykańską.
W Zweibrücken znajduje się rezydencja Tschifflik wzniesiona przez króla Polski Stanisława Leszczyńskiego w latach 1715–1716.
Zamknięte 3 listopada 2014 lotnisko w Zweibrücken obsługiwało pasażerów (338 tys. rocznie) na liniach krajowych i międzynarodowych.

## Współpraca
Miejscowości partnerskie:
- Kanada: Barrie
- Francja: Boulogne-sur-Mer
- Rwanda: Nyakizu
- Stany Zjednoczone: Yorktown
- Polska: Leszno